# Habenaria thailandica
Habenaria thailandica är en orkidéart som beskrevs av Gunnar Seidenfaden. Habenaria thailandica ingår i släktet Habenaria och familjen orkidéer. Inga underarter finns listade i Catalogue of Life.